# 直通
| ウィキペディアには「直通」という見出しの百科事典記事はありません（タイトルに「直通」を含むページの一覧/「直通」で始まるページの一覧）。 代わりにウィクショナリーのページ「直通」が役に立つかもしれません。 |